# Eliot L. Engel
Eliot Lance Engel (Nova Iorque, 18 de fevereiro de 1947) é um político e professor estadunidense. Filiado ao Partido Democrata, integra a Câmara dos Representantes dos Estados Unidos pelo estado de Nova Iorque desde 1989.